# Bissiga-Yarcé (Zitenga)
Pour les articles homonymes, voir Bissiga-Yarcé.
Ne doit pas être confondu avec Bissiga-Mossi.
Bissiga-Yarcé est une commune rurale située dans le département de Zitenga de la province de l'Oubritenga dans la région Plateau-Central au Burkina Faso.

## Santé et éducation
Le centre de soins le plus proche de Bissiga-Yarcé est le centre de santé et de promotion sociale (CSPS) de Bissiga-Mossi. Le centre médical avec antenne chirurgicale (CMA) de la province se trouve à Ziniaré.